# Xanadú
|  | Per a altres significats, vegeu «Xanadu». |

Xanadú, també Xanadu, Zanadu, Shangdu, o Shang-tu (en xinès: 上都; pinyin: Shàngdū) va ser la capital d'estiu de Khublai Khan de la dinastia Yuan, una divisió de l'Imperi Mongol, que cobria gran part de l'Àsia i ultrapassava Europa oriental. La ciutat estava situada en el que ara s'anomena Mongòlia Interior, 275 km al nord de Pequín, uns 28 km al nord-oest de la ciutat moderna de Duolun. La capital constava de la "Ciutat Exterior" (2.200 m²), "Ciutat interior" (1.400 m²), i el palau, on Kublai Khan es quedava a l'estiu.
Encara que Matteo Ricci i Bento de Góis havien ja provat que Catai és simplement altre nom per la Xina, el cartògraf anglès John Speed el 1626 va continuar la tradició de mostrar "Cathaya, el Regne Cacic del Gran Cam" al nord-est de la Xina. En el seu mapa, ell va situar Xandu a l'est de la "metròpoli cathayana" Cambalu.
L'emplaçament de Xanadú es va dissenyar d'acord amb els principis geomàntics tradicionals del feng shui, tenint en compte la seva situació pel que fa al riu i les muntanyes properes. Al lloc, ara en ruïnes, es troben els vestigis de la capital del sobirà mongol, palaus, tombes, campaments nòmades, el canal de Tiefan'gang i d'altres obres hidràuliques. Des de l'any 2002 es realitzen tasques de restauració i l'any 2012 fou declarada Patrimoni de la Humanitat per la UNESCO.

## Mencions a Xanadú
- Figura a la primera línia de Kubla Khan[4], poema de Samuel Taylor Coleridge
- Pel·lícula dirigida el 1980 per Robert Greenwald amb Olivia Newton-John i Gene Kelly
- Projecte Xanadu,[5] de Ted Nelson
- El grup de rock progressiu canadenc Rush va gravar una cançó titulada "Xanadu" en el seu àlbum de 1977 A Farewell to Kings, que recorre ben sovint a Kubla Khan.
- José Agustín Goytisolo i Gay titula així un poema.
- És el nom d'un complex d'apartaments a Calp (Alacant), obra de l'arquitecte català Ricardo Bofill (1971).